# Wittelsheim
Wittelsheim (en alsacià Wittelse) és un municipi francès, situat a la regió del Gran Est, al departament de l'Alt Rin. L'any 1999 tenia 10.226 habitants.

## Demografia
| 1962  | 1968   | 1975   | 1982   | 1990   | 1999   |
| ----- | ------ | ------ | ------ | ------ | ------ |
| 9.782 | 10.088 | 10.032 | 10.177 | 10.452 | 10.226 |

## Administració
| Període | Identitat       | Partit |
| ------- | --------------- | ------ |
| 2001-   | Denis Riesemann |        |